# Crips
Os Crips são uma aliança de gangues de rua sediada nas regiões costeiras do sul da Califórnia. Foi fundada em Los Angeles, Califórnia, em 1969, principalmente por Raymond Washington e Stanley Williams. Outrora uma aliança única entre duas gangues autônomas, agora é uma rede fracamente conectada de "conjuntos" individuais, frequentemente envolvidos em uma guerra aberta entre si. Historicamente, os membros são principalmente de ascendência afro-americana.
A gangue é conhecida pelo envolvimento em assaltos, assassinatos, tráfico de drogas, entre outros crimes, e também pelo hábito de seus integrantes vestirem roupas da cor azul. Contudo, essa prática está sendo abandonada por causa da facilidade da polícia em identificar os membros da gangue.

## História dos Crips
Em 1969, um adolescente de South Central Los Angeles, Raymond Washington, de 15 anos, organizou um grupo de jovens da vizinhança em um grupo chamado Baby Avenues. Os Baby Avenues pretendiam criar uma gangue de jovens já envolvidos  em outras gangues desde 1964 e tinham feito alguns trabalhos para os Black Panthers (Panteras Negras). 
O grupo foi chamado  Avenue Boys porque a sua área de atuação era a Central Avenue, em East Los Angeles. Raymond Washington, junto com Stanley Williams (Tookie), Anglo "Barefoot Pookie" White, Michael "Shaft" Concepcion, Melvin Hardy, Jimel "Godfather" Barnes, Bennie Simpson, Greg "Batman" Davis, Mack Thomas, Raymond "Danifu" Cook, Ecky, No 1 e Michael Christianson ficaram fascinados com a grande exposição dos Black Panthers e queriam transformar os Baby Avenues em uma força maior. Começaram então a usar o nome de Avenues Cribs, já que alguns membros viviam na Central Avenue. Os Baby Cribs tinham que usar bandanas azuis em volta do pescoço ou na cabeça. O azul se tornou a cor de sua bandeira. 
Depois, Stanley "Tookie" Williams fundou sua própria gangue - os Westside Crips. Os Crips se tornaram conhecidos pela área de Los Angeles, e cada vez mais jovens entravam para o grupo. Chegou um momento que os Crips superavam as outras gangues em 3 por 1. Em função de discussões internas da própria gangue, os insatisfeitos uniram-se a outras gangues menores formando  Piru Street Boys (entre outras), que mais tarde seriam os Bloods, seus arquirrivais.

Em 1971, o uso da palavra "Crip" se tornou comum entre os Avenues Cribs. Nesse tempo, Raymond Washington e sua gangue influenciaram jovens de outras áreas, resultando na formação de várias outras gangues de Crips, ultrapassando a divisa entre cidades. O que teria sido formado em East Los Angeles (Baby Avenues), cruzou o condado de Los Angeles, chegando em Long Beach, Compton, Watts, Willowbrook e outras áreas, concentrando-se principalmente nos subúrbios de Los Angeles.

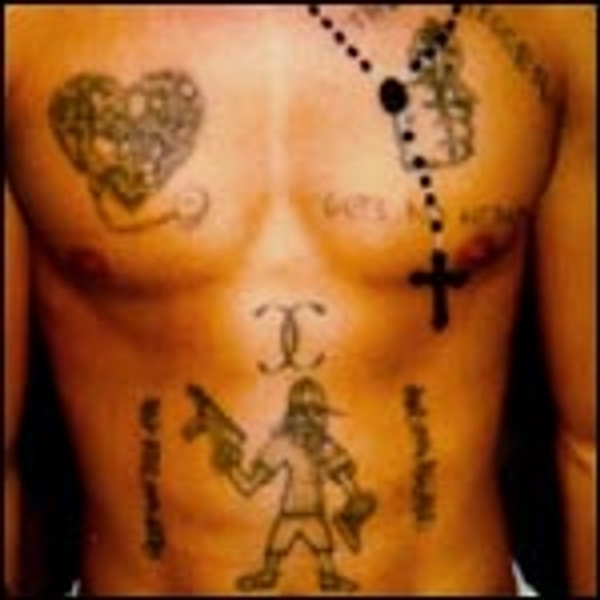
Tatuagens referenciando os Crips.

Algumas dessas outras gangues são Avalon Garden Crips, Eastside Crips e Westside Crips.
As siglas CRIPS significam Comunity Revolution In Progress.

## Rivalidade e violência
As gangues Crips eram expansionistas, almejavam território. As outras gangues menores  então se juntaram para se proteger e formaram o que hoje é a gangue dos Bloods. Eles adotaram a cor vermelha como sua bandeira, por ser reconhecida facilmente como "oposta" à bandeira azul dos Crips.
Uma grande rivalidade surgiu entre essas duas gangues ao longo dos anos 1970 e 1980.
Em meados dos anos 1980, os Crips estavam envolvidos em tráfico de drogas. Nessa época, introduziram e difundiram pelos EUA uma nova droga - o "crack" -  criando várias conexões com outras gangues americanas e de países vizinhos. Em meados de 1990, o tráfico de drogas com a Colômbia estava a todo vapor. As gangues de rua começaram a usar o tráfico como uma operação de negócios. A violência era o procedimento padrão para essas gangues, que então cresciam de maneira assustadora.
Super gangues, como os Latin Kings, Crips, Bloods, Sureños e Gangster Disciples espalharam sua influência por toda a América. As cidades grandes começaram a sofrer com a violência das gangues. A criminalidade cresceu, mas as gangues cresciam  a cada ano.
Para diminuir a violência entre Crips e Bloods, uma trégua foi assinada em Watts. A trégua foi baseada nos ideais criados pelo fundador dos Crips, Stanley "Tookie" Williams, no seu "Tookie Protocol For Peace". Embora tenham diminuido, os crimes continuam acontecendo.

## Ligação com rappers
Muitos rappers, em particular os da Costa Oeste dos Estados Unidos, têm fortes ligações com os Crips de Los Angeles. Snoop Dogg foi membro dos Rollin' 20 Crips, em Long Beach, assim como Warren G, Nate Dogg (1969-2011), Goldie Loc, Tray Deee e Xzibit, enquanto WC foi membro dos 111 Neighborhood Crips, de South Central Los Angeles. Entre esses, Eazy-E (1964-1995), do grupo N.W.A., era membro dos Kelly Compton Crips e considerado um ícone das gangues de East Compton.
O membro da G-Unit Spider Loc é membro do 97th Street East Coast Crips.
Há também rappers que dizem ter ligação com gangues, mas nunca provaram. Young Jeezy disse ser um Crip, mas não há nenhuma prova.

## Identificação da gangue
Por muitos anos, os Crips eram caracterizados por sua tendência a vestir azul para se identificarem facilmente uns aos outros. Uma das teorias da origem da escolha dessa cor é que era a cor da Washington High School em South L.A.. A outra teoria é a de que o cofundador, Stanley Willians, tinha um amigo bem próximo, conhecido como "Buddha", que costumava vestir camisas, calças, sapatos e um lenço, que ficava em seu bolso de trás esquerdo - tudo da cor azul. Quando Buddha morreu, Willians adotou a cor azul para os Crips, em homenagem a ele.
Um set em particular dos Crips, os Grape Street Crips, são conhecidos por usar roxo combinando com azul. Os Shotgun Crips (SGCs) são separados em três sub-sets: a Nine, na 39th Street; os Foe, na 134th Street; e os Deuce, na 132nd Street, na cidade de Gardena, onde são conhecidos por vestirem verde-escuro, a cor da cidade de Gardena, combinando com o tradicional azul, para mostrarem que são os Shotgun Crips, de Gardena.
Crips também usam lenços azuis e tênis esportivos da marca British Knights, usando a sigla da companhia BK (que eles usam como um acrônimo inverso em referência a "Blood Killas", ("matadores de Bloods").
Mais recentemente, no entanto, os Crips começaram a parar de usar as cores como meio de identificação, por que assim eles atraíam facilmente a atenção da polícia. Metódos como o uso de jaquetas de determinado times colegiais ou o uso de bonés, são usados de vez em quando, mas geralmente quando os membros de uma sede querem saber em qual sede um outro membro atua eles verificam as tatuagens.
Eles também costumam usar o C-Walk e também o Staccin para se identificar. O Staccin é como a Libra, os crip's e os blood's gesticulam para se identificarem e também para agredirem uns aos outros. O C-Walk que é uma dança, é usado como forma de se identificarem e desreispeitar um território rival.
Muitos Crips também modificam palavras que contém a letra B ou escolhem outra palavra para substituí-la, preferencialmente uma palavra iniciada por C. Eles também repetem a letra C em palavras que contém Ck (por causa dos Bloods usarem a sigla ck: Crip Killa - Matador de Crip.